# کنترل جدول آب
در مهندسی ژئوتکنیک، کنترل سطح آب زیرزمینی به معنای کنترل ارتفاع سطح آب زیرزمینی با استفاده از زهکشی است. کاربردهای اصلی آن در زمین‌های کشاورزی (برای بهبود عملکرد محصول با استفاده از سیستم‌های زهکشی کشاورزی) و در شهرها برای مدیریت زیرساخت‌های گسترده زیرزمینی است که شامل پی ساختمان‌های بزرگ، سیستم‌های حمل و نقل زیرزمینی و تأسیسات گسترده (شبکه‌های آبرسانی، فاضلاب، زهکش‌های طوفان و شبکه‌های برق زیرزمینی) می‌شود.

## توضیحات و تعاریف
زهکشی زیرسطحی زمین با هدف کنترل سطح ایستابی آب‌های زیرزمینی در زمین‌های غرقاب اولیه در عمقی قابل قبول برای هدفی که زمین برای آن استفاده می‌شود، انجام می‌شود. عمق سطح ایستابی با زهکشی بیشتر از بدون زهکشی است.

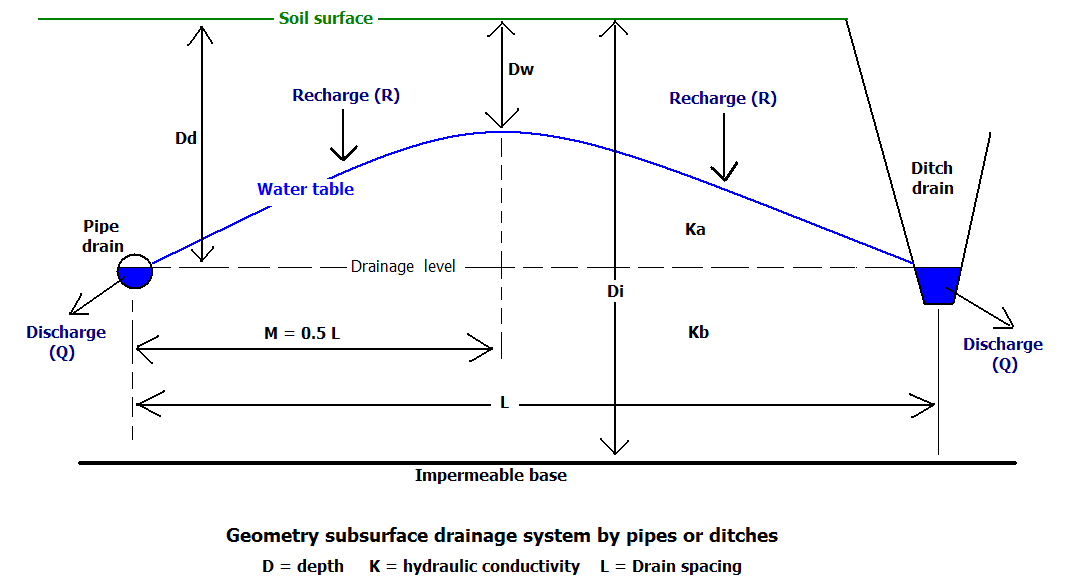
شکل ۱. پارامترهای زهکشی در کنترل سطح ایستابی

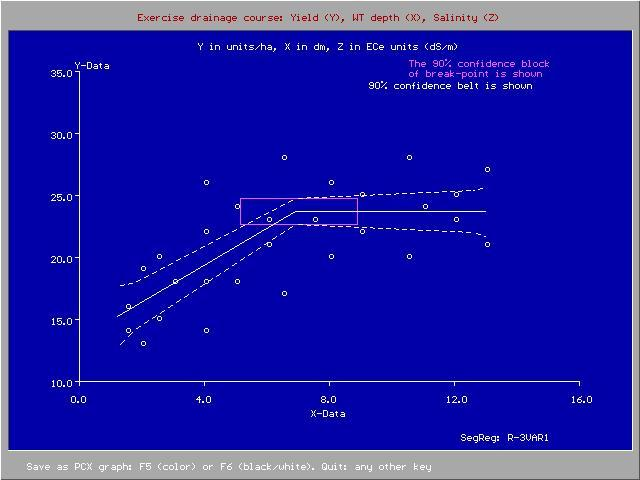
شکل ۲. عملکرد محصول (Y) و عمق سطح ایستابی (X بر حسب دسی‌متر)

### هدف
در زهکشی زمین‌های کشاورزی، هدف از کنترل سطح آب زیرزمینی، ایجاد عمقی از سطح آب زیرزمینی (شکل ۱) است که دیگر تداخل منفی با عملیات کشاورزی لازم و عملکرد محصول نداشته باشد (شکل ۲، ساخته شده با مدل SegReg، به صفحه: رگرسیون قطعه‌بندی شده مراجعه کنید). علاوه بر این، زهکشی زمین می‌تواند به کنترل شوری خاک کمک کند. هدایت هیدرولیکی خاک نقش مهمی در طراحی زهکشی دارد.
تدوین معیارهای زهکشی کشاورزی برای ارائه هدفی به طراح و مدیر سیستم زهکشی در جهت حفظ عمق بهینه سطح ایستابی ضروری است.

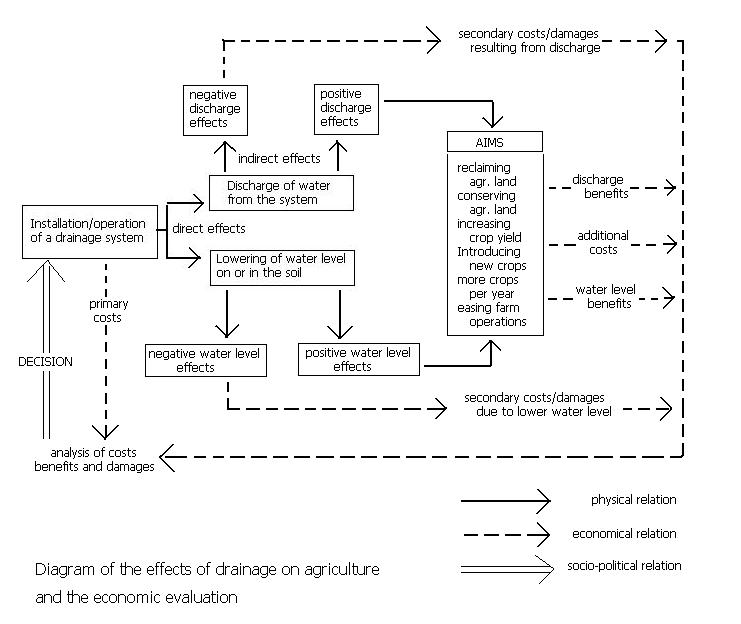
شکل ۳. اثرات مثبت و منفی زهکشی زمین

### بهینه‌سازی
بهینه‌سازی عمق سطح ایستابی با مزایا و هزینه‌های سیستم زهکشی مرتبط است (شکل ۳). هرچه عمق مجاز سطح ایستابی کمتر باشد، هزینه سیستم زهکشی که باید برای دستیابی به این عمق نصب شود، کمتر است. با این حال، کاهش عمق اولیه بسیار کم توسط زهکشی زمین ، عوارض جانبی را به دنبال دارد. این موارد نیز باید در نظر گرفته شوند، از جمله هزینه‌های کاهش عوارض جانبی منفی.

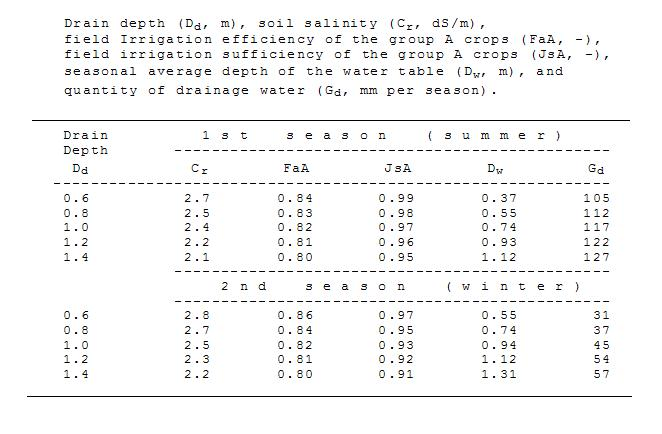
شکل ۴. مثالی از اثرات عمق زهکش

بهینه‌سازی طراحی زهکشی و توسعه معیارهای زهکشی در مقاله تحقیقات زهکشی مورد بحث قرار گرفته است.
شکل ۴ نمونه‌ای از تأثیر عمق زهکش بر شوری خاک و پارامترهای مختلف آبیاری/زهکشی را که توسط برنامه SaltMod شبیه‌سازی شده است، نشان می‌دهد.

### تاریخچه
از نظر تاریخی، زهکشی زمین‌های کشاورزی با حفر جوی‌های روباز نسبتاً کم‌عمق آغاز شد که هم رواناب سطح زمین و هم جریان آب‌های زیرزمینی خروجی را دریافت می‌کردند. از این رو، جوی‌ها علاوه بر عملکرد زهکشی زیرزمینی، عملکرد زهکشی سطحی نیز داشتند. در پایان قرن نوزدهم و اوایل قرن بیستم، احساس می‌شد که جوی‌ها مانعی برای عملیات کشاورزی هستند و جوی‌ها با خطوط مدفون لوله‌های سفالی (کاشی) جایگزین شدند، هر کاشی حدود ۳۰ سانتی‌متر طول. از این رو اصطلاح " زهکشی کاشی " به وجود آمده است. از سال ۱۹۶۰، استفاده از لوله‌های پلاستیکی بلند، انعطاف‌پذیر و موجدار (پلی‌وینیل کلراید یا پلی‌اتیلن) که می‌توانستند به‌طور کارآمد و یکجا توسط ماشین‌های حفاری نصب شوند، آغاز شد. لوله‌ها می‌توانند از قبل با مواد پوششی مانند الیاف مصنوعی و ژئوتکستایل پیچیده شوند که از ورود ذرات خاک به داخل زهکش‌ها جلوگیری می‌کند؛ بنابراین، زهکشی زمین به یک صنعت قدرتمند تبدیل شد. در همان زمان، کشاورزی به سمت حداکثر بهره‌وری پیش می‌رفت، به طوری که نصب سیستم‌های زهکشی با سرعت تمام آغاز شد.

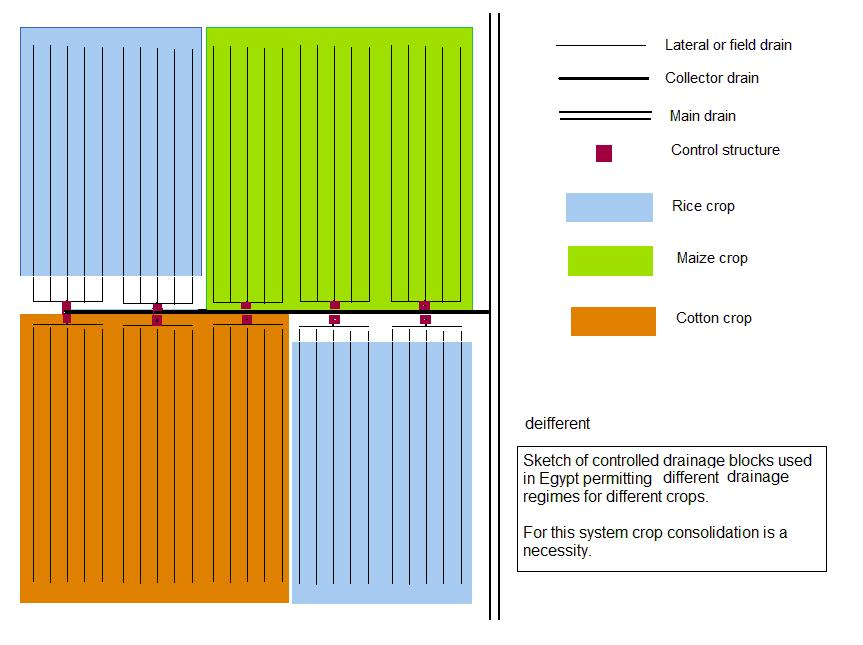
شکل ۵. زهکشی کنترل‌شده

### محیط زیست
در نتیجه توسعه‌های گسترده، بسیاری از پروژه‌های زهکشی مدرن بیش از حد طراحی شدند، در حالی که عوارض جانبی منفی زیست‌محیطی نادیده گرفته شدند. در محافلی که دغدغه‌های زیست‌محیطی داشتند، حرفه زهکشی زمین شهرت بدی پیدا کرد، گاهی به حق و گاهی به ناحق، به‌ویژه زمانی که زهکشی زمین با فعالیت فراگیرتر احیای تالاب اشتباه گرفته می‌شد. امروزه، در برخی کشورها، روند تندروی برعکس شده است. علاوه بر این، سیستم‌های زهکشی کنترل‌شده یا مهارشده، همان‌طور که در شکل ۵ نشان داده شده و در صفحه «سیستم زهکشی (کشاورزی)» مورد بحث قرار گرفته است، معرفی شدند.

### طراحی زهکشی

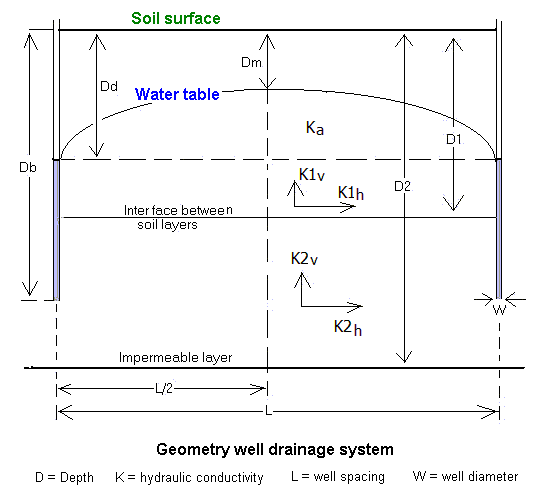
شکل ۶. هندسه سیستم زهکشی چاه

طراحی سیستم‌های زهکشی زیرزمینی از نظر چیدمان، عمق و فاصله زهکش‌ها اغلب با استفاده از معادلات زهکشی زیرزمینی با پارامترهایی مانند عمق زهکشی، عمق سطح ایستابی، عمق خاک، هدایت هیدرولیکی خاک و دبی زهکش انجام می‌شود. دبی زهکش از بیلان آب کشاورزی بدست می‌آید. محاسبات را می‌توان با استفاده از مدل‌های کامپیوتری انجام داد که از معادل هیدرولیکی قانون ژول در الکتریسیته استفاده می‌کند.

### زهکشی توسط چاه‌ها
زهکشی زیرزمینی آب‌های زیرزمینی را می‌توان با چاه‌های پمپاژ نیز انجام داد (زهکشی عمودی، برخلاف زهکشی افقی). چاه‌های زهکشی به‌طور گسترده در برنامه کنترل و احیای شوری (SCARP) در دره سند پاکستان مورد استفاده قرار گرفته‌اند. اگرچه این تجربیات چندان موفق نبودند، اما امکان‌سنجی این تکنیک در مناطقی با سفره‌های آب زیرزمینی عمیق و نفوذپذیر را نباید نادیده گرفت. فاصله چاه‌ها در این مناطق می‌تواند آنقدر زیاد باشد (بیش از ۱۰۰۰ متر) که نصب سیستم‌های زهکشی عمودی در مقایسه با زهکشی زیرزمینی افقی (زهکشی توسط لوله‌ها، نهرها، ترانشه‌ها، با فاصله ۱۰۰ متر یا کمتر) می‌تواند نسبتاً ارزان باشد. برای طراحی یک میدان چاه برای کنترل سطح ایستابی می‌تواند مفید باشد.

### طبقه‌بندی
طبقه‌بندی سیستم‌های زهکشی در مقاله سیستم زهکشی (کشاورزی) آمده است.

## اثرات بر عملکرد محصول

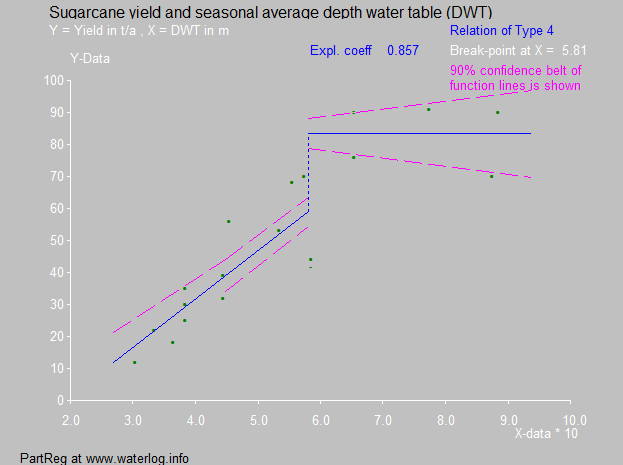
عملکرد نیشکر در مقابل عمق سفره آب زیرزمینی، استرالیا. عمق بحرانی ۰٫۶ است متر.

بیشتر محصولات کشاورزی به حداقل عمق سفره آب زیرزمینی نیاز دارند. برای برخی از محصولات مهم غذایی و فیبری، طبقه‌بندی انجام شد زیرا در اعماق کمتر، محصول دچار کاهش عملکرد می‌شود.
| برداشت و مکان        | تحمل وزن مخصوص (سانتی‌متر) | طبقه‌بندی     | توضیح                                                      |
| -------------------- | ------------------------- | ------------ | ---------------------------------------------------------- |
| گندم، دلتای نیل، مصر | ۴۵                        | بسیار بردبار | در برابر سفره‌های آب کم‌عمق مقاومت می‌کند                     |
| نیشکر، استرالیا      | ۶۰                        | تحمل پذیر    | سطح آب زیرزمینی باید عمیق‌تر از ۶۰ درجه باشد. سانتی‌متر      |
| موز، سورینام         | ۷۰                        | کمی حساس     | کاهش عملکرد در سفره‌های آب زیرزمینی کمتر از ۷۰ سانتی‌متر عمق |
| پنبه، دلتای نیل      | ۹۰                        | حساس         | پنبه به زیره خشک نیاز دارد، سطح آب زیرزمینی باید عمیق باشد |